# U-Bahnhof Campo Pequeno

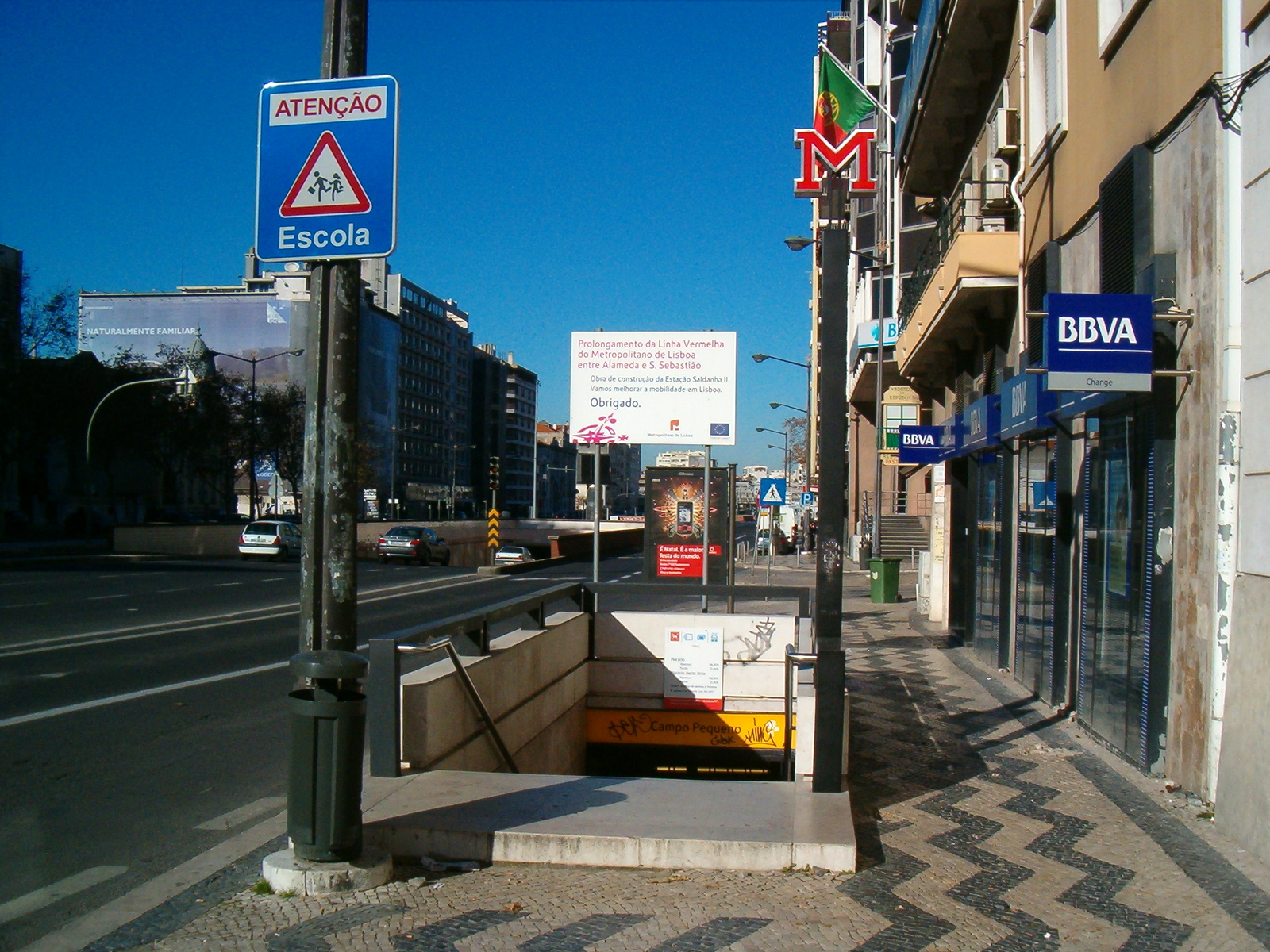
Eingang zum U-Bahnhof Campo Pequeno, rechts oben im Bild ist noch das ältere Metro-Logo zu sehen

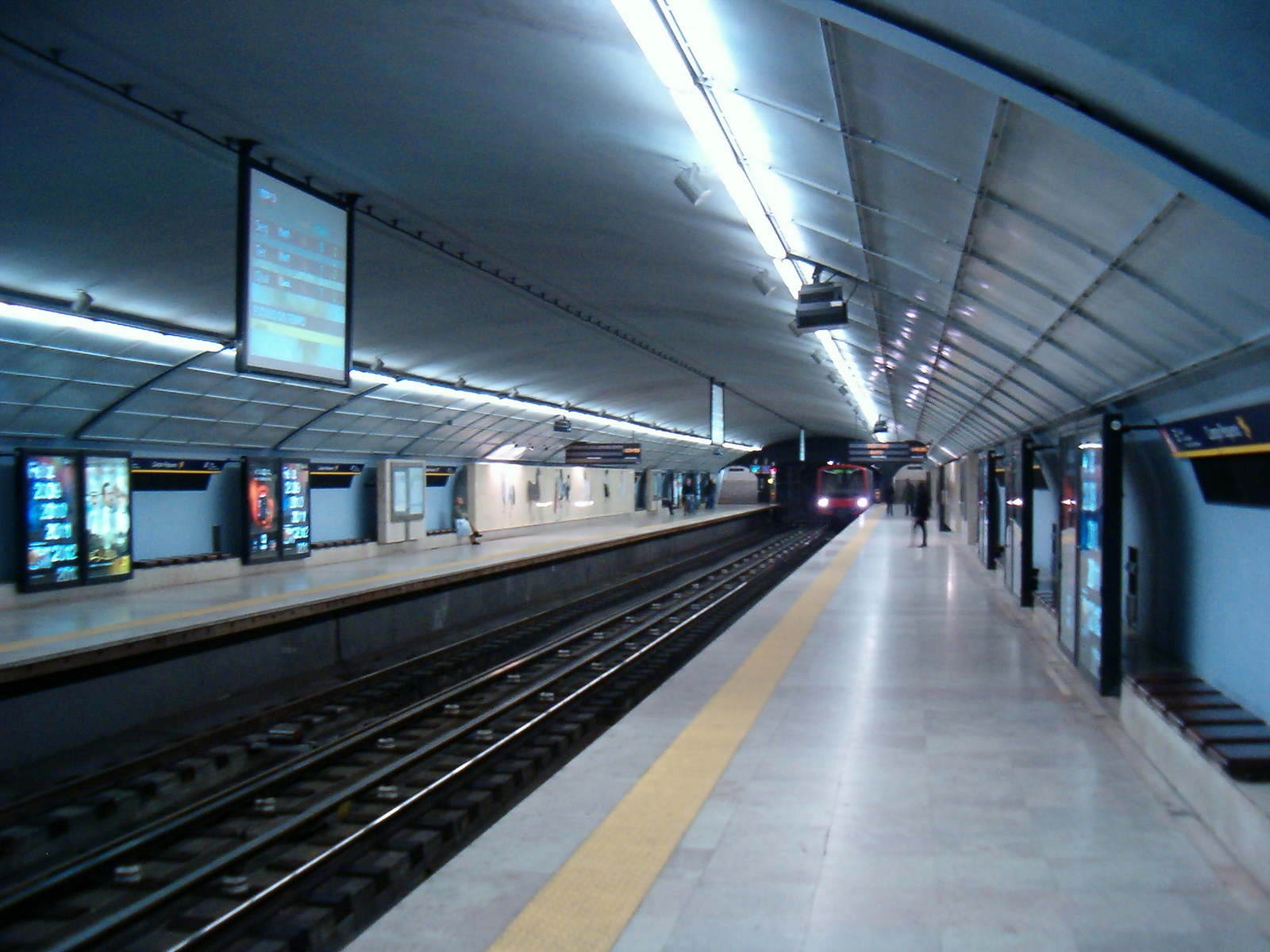
Der Bahnhof besitzt zwei 105 Meter lange Seitenbahnsteige

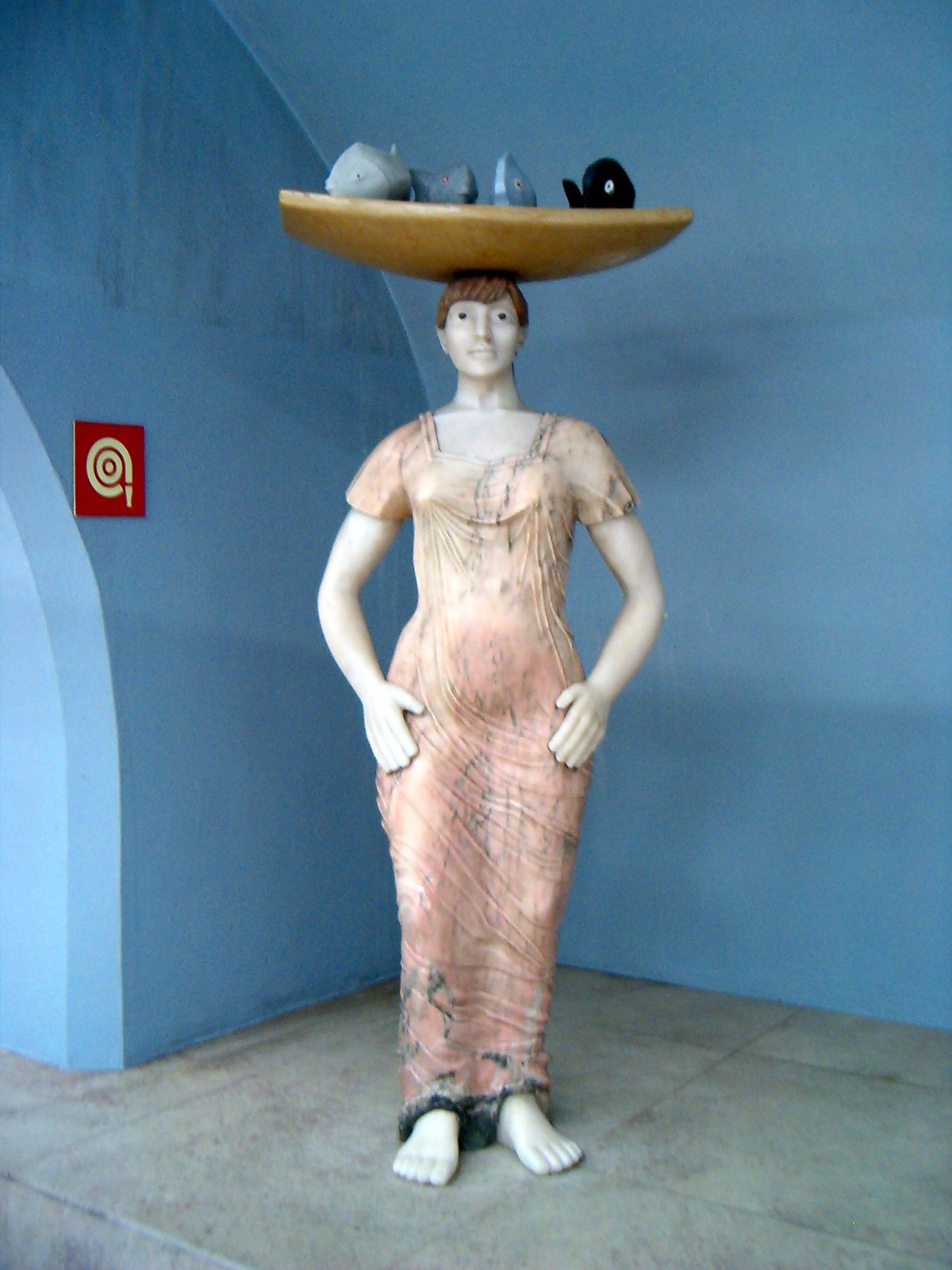
Marmorskulptur von Francisco Simões

Campo Pequeno ist ein U-Bahnhof der Linha Amarela der Metro Lissabon, des U-Bahn-Netzes der portugiesischen Hauptstadt. Der Bahnhof befindet sich in der Lissabonner Stadtgemeinde Nossa Senhora de Fátima unter der Kreuzung der Avenida da República mit der Avenida de Berna und südöstlich des gleichnamigen Platzes, auf dem die Stierkampfarena Praça de Touros do Campo Pequeno steht. Die Nachbarbahnhöfe sind Saldanha und der Regional- und Vorortbahnhof Entre Campos. Der Bahnhof ging am 29. Dezember 1959 gemeinsam mit zehn weiteren Bahnhöfen als erster in Lissabon in Betrieb.

## Geschichte
Der U-Bahnhof Campo Pequeno, zu Deutsch Kleines Feld, gehört neben zehn weiteren Bahnhöfen in Lissabon zu den ersten der Lissabonner Metro und wurde am 29. Dezember 1959 eröffnet. Hier war Campo Pequeno der vorletzte Bahnhof auf dem Ypsilon-artigen Netz, das in der Lissabonner Altstadt am Bahnhof Restauradores begann und sich am Bahnhof Rotunda in Richtung Sete Rios und Entre Campos verzweigte. Den Bahnhof selbst entwarf, wie nahezu alle anderen Bahnhöfe auch, der portugiesische Architekt João Falcão e Cunha: zwei Seitenbahnsteige, damals noch mit einer Länge von 40 Metern, die für 10.000 Fahrgäste pro Stunde ausgelegt waren. Für die künstlerische Ausgestaltung war auch hier, wie bei den anderen zehn Bahnhöfen, Maria Keil verantwortlich. Sie wählt für diese Station Azulejos mit weißen und ockerfarbenen schrägen Linien auf hellblauem Grund. Die Flächen sind teilweise weiß und schwarz gefüllt, sodass sie scheinbar Kristalle formen.
Die Fahrgastzahlen nahmen im gesamten Lissabonner Metronetz über die Jahre hinweg stark zu – auch durch die Einstellung der teils parallel fahrenden Straßenbahn –, sodass das Netz mit seinen 40 Meter langen Bahnsteigen bald an die Kapazitätsgrenze stieß. Aus diesem Grund ließ die Lissabonner Stadtverwaltung die Bahnsteige nach und nach auf 105 Meter verlängern, sodass Sechs-Wagen-Züge eingesetzt werden konnten. Beim Bahnhof Campo Pequeno war dies im Jahr 1978/79 der Fall, am 29. März 1979 konnte die Erweiterung des Bahnhofes in südlicher Richtung eröffnet werden. Den Ausbau leitete der Architekt Benoliel de Carvalho, für die Ausgestaltung blieb auch weiterhin Maria Keil zuständig.
1994 wurde der Bahnhof einer Komplettsanierung unterzogen, die unter Leitung des Architekten Duarte Nuno Simões stand. Ebenso beteiligte sich der portugiesische Bildhauer Francisco Simões, der sich für seine geschaffenen Skulpturen am historischen Hintergrund des Ortes orientierte. In der Umgebung des Stierkampfplatzes fanden stets zahlreiche Märkte statt, auf denen die Bevölkerung der Umgebung ihre Wagen verkaufte. Diese stellte er mit verschiedenen Figuren dar, die, jede einzelne, aus verschiedenen portugiesischen Marmorsorten gehauen sind. Zu erwähnen sind hier unter anderem der Lioz-Marmor aus Pêro Pinheiro, der bläuliche aus Maceira, der gelbe Marmor aus Negrais, der schwarze aus Mem Martins, der grüne Marmor aus Viana do Alentejo, der graue aus Trigaches, der blaue aus Bahia (Brasilien). Die Umgestaltung dauerte bis zum 29. Dezember 1994.
1996 erhielt der Bahnhof durch den Bau eines unterirdischen Einkaufszentrums (Centro Comercial do Campo Pequeno) unterhalb der neueröffneten Stierkampfarena einen direkten Zugang zu diesem. Bis heute hat der Bahnhof keinen Aufzug und nur Steintreppen zum Verlassen des Bahnhofes, sodass dieser als nicht behindertengerecht gilt.

## Verlauf
Am U-Bahnhof bestehen Umsteigemöglichkeiten zu den Buslinien der Carris.
| Linie | Verlauf |
| ----- | --- |
|       | Odivelas – Senhor Roubado – Ameixoeira – Lumiar – Quinta das Conchas – Campo Grande – Cidade Universitária – Entre Campos – Campo Pequeno – Saldanha – Picoas – Marquês de Pombal – Rato |